# Navratil Ákos
Szalóki Navratil Ákos Ferenc Mihály (Budapest, 1875. május 20. – Budapest, 1952. február 29.) közgazdász, jogtudós, a Magyar Tudományos Akadémia rendes tagja. Heller Farkas mellett a két világháború közötti közgazdaságtan kiemelkedő jelentőségű alakja volt, a gazdaság interdiszciplináris vizsgálata terén iskolateremtő elméleti munkát fejtett ki. 1905-től 1918-ig a kolozsvári, 1918-tól 1948-ig a budapesti tudományegyetemen oktatott a közgazdaságtan és pénzügytan tanszékvezető egyetemi tanáraként.
Navratil Imre (1833–1919) orvos, fül-orr-gégész, sebész fia.

## Életútja

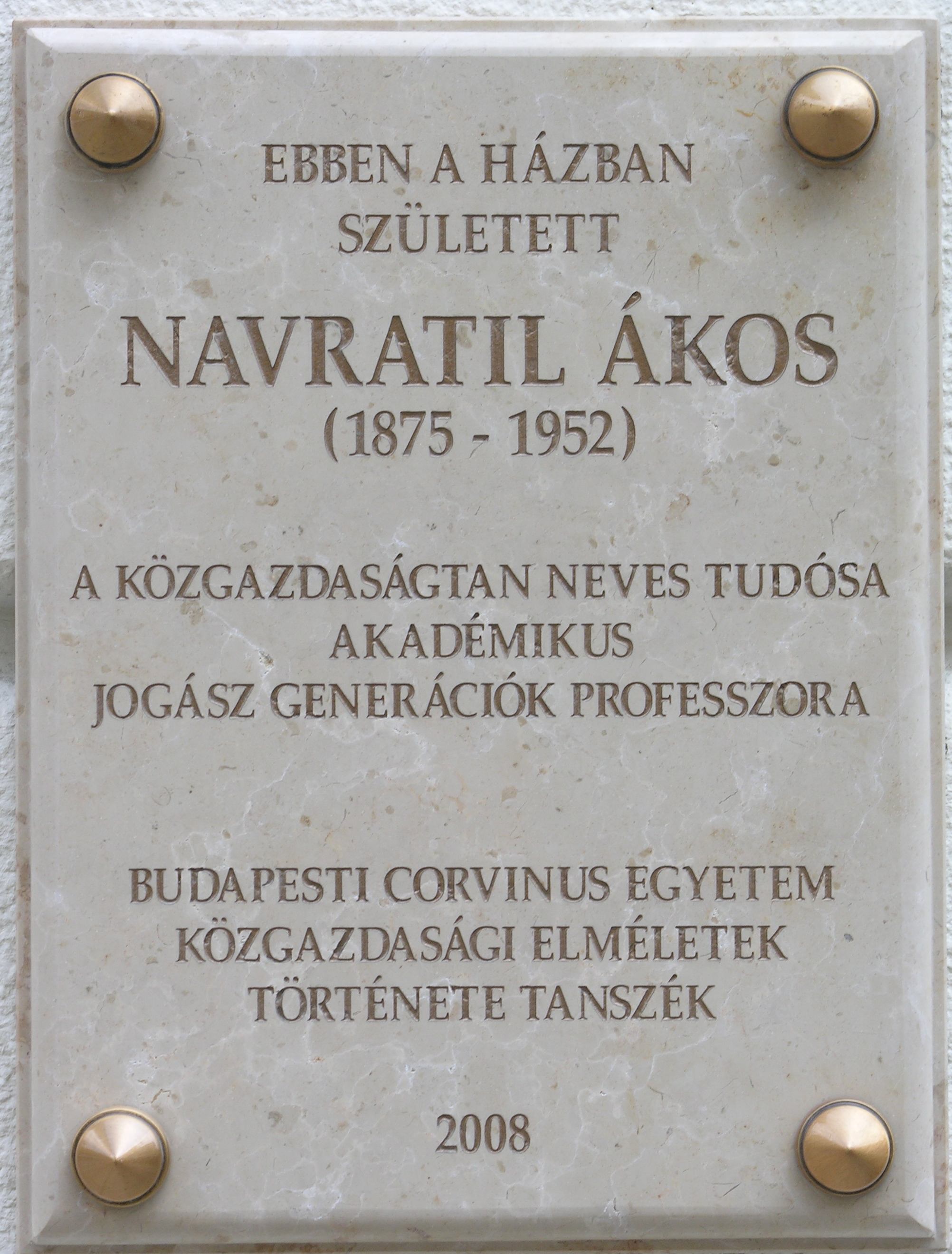
Navratil Ákos emléktáblája Budapesten, Dorottya utca 1. alatti szülőháza falán

Navratil Ákos polgári származású családban született, édesapja Navratil Imre (1833–1919) orvos- és sebészdoktor, fül-orr-gégész, egyetemi rendes tanár, édesanyja szalóki Széher Jolán (1848–1922) volt. 1893. január 29-én I. Ferenc József magyar király nemességet, családi címert, valamint a szalóki nemesi előnevet adományozta Navratil Imrének.
Középiskolai tanulmányait a budapesti Piarista Gimnáziumban végezte el. A Budapesti Tudományegyetemen szerzett államtudományi doktori oklevelet 1899-ben, majd Berlinben folytatott egyetemi tanulmányokat. 1902-ben közgazdaságtanból magántanári képesítést nyert el a Budapesti Tudományegyetemen. 1904-ben a Kassai Jogakadémiára nevezték ki a közgazdaságtan, pénzügytan és magyar pénzügyi jog rendes tanárává. A következő évtől, 1905-től a kolozsvári Ferenc József Tudományegyetemen a nemzetgazdaságtan és pénzügytan nyilvános rendkívüli, 1909-től 1918-ig nyilvános rendes tanára volt. 1918 és 1948 között a Budapesti Tudományegyetemen – 1922 utáni nevén Pázmány Péter Tudományegyetemen – a közgazdaságtan és pénzügytan tanszékvezető nyilvános rendes tanára, ezzel párhuzamosan az egyetemi közgazdasági intézet és szeminárium igazgatója volt. Magyar pénzügyi jogi előadásokat is tartott, valamint két ízben, 1928–1929-ben és 1939–1940-ben a jog- és államtudományi kar dékáni, 1941–1942-ben pedig az egyetem rektori tisztségét viselte. 1948-ban kényszernyugdíjazták.

### Házassága
1930. május 24.-én Budapesten, feleségül vette a római katolikus pesti polgári származású Pfeifer Magdolna Ilka „Lenke”-t (Budapest, 1885. november 14. – Székesfehérvár, 1956. május 20.), akinek az apja Pfeifer István (1840–1909), pesti könyvkereskedő, bérház-tulajdonos, anyja pedig a régi pesti patrícius Prückler családból való Prückler Ilona Jozefa (1853–1935) volt. Pfeifer Lenke anyai nagyszülei Prückler József (1804–1866) pékmester, pesti polgár, 1848-as alhadnagy, bérháztulajdonos, malomtulajdonos, és Danner Anna (1809–1889) voltak. Navratil Ákosné Pfeifer Lenkének az anyai nagybátyja Pfeifer Ferdinánd (1833–1879) könyvkiadó, könyvkereskedő, akinek a neje – egyben anyja nővére – Prückler Anna (1836–1911) volt. A másik nagynénje anyai oldalon Prückler Klára (1833–1907) gyárosnő, akinek a férje Topits József (1824–1876), a Topits József fia gőztésztagyárnak, az Első Magyar Gőztésztagyárnak az alapító tulajdonosa volt. Navaratil Ákosné Pfeifer Lenkének a fivére dr. Pfeifer István (1880–1961), székesfehérvári fül-, orr- gége és sebész szakorvos, akinek a felesége a pesti jómódú polgári Topits családból való Topits Franciska (1895–1964) volt, a korábban említett Topits József gőztésztagyáros és Prückler Klára egyik unokája.

## Munkássága
A közgazdaságtan területén nagy hatású elméleti munkásságot fejtett ki. Közgazdaságtani nézeteiben az osztrák közgazdaságtani iskola értékelméletének, a klasszikus közgazdaságtan árfelfogásának és a német történeti iskola látásmódjának hatásai egyaránt kimutathatók. Nem tette azonban maradéktalanul magáévá az előző korszakok uralkodó gazdasági elméleteit, kritikával illette az angol klasszikus közgazdaságtan értéksemleges természettörvényeit, a német történeti iskola eltávolodását az elméletalkotástól, valamint a neoklasszikusok túlzóan leegyszerűsítő, matematikai szemléletét egyaránt. Ugyanakkor e különféle gazdaságfilozófiai elgondolások hasznosnak ítélt elemeit – így például a történeti szemléletet, a határhaszon-elmélet egyes tételeit – ötvözve jelentős eredményeket ért el a közgazdaság interdiszciplináris vizsgálatában. A kontextusuktól megfosztott, elvont gazdasági kérdések tanulmányozása helyett a társadalmi közgazdaságtannak a jog, a filozófia, az etika, a szociálpolitika vagy a technika felől is megközelíthető jelenségeinek, azok összefüggésrendszerének átfogó vizsgálatára helyezte a hangsúlyt.
A jövedelemmel kapcsolatos értekezéseiben kitapintható a megelőző időszak fogyasztási szintjéhez viszonyított relatív, illetve a hosszú távú átlagjövedelemtől függő permanens jövedelemköltés később megalkotott kategóriáinak váza. Foglalkozott a munkaerőpiaci szegmentáció kérdésével, a munkáltatók és munkavállalók közötti érdek- és értékhálózat dinamikájával, s következtetéseiben egyes esetekben indokoltnak tartotta az állam munkaerőpiaci beavatkozását. Nemzetgazdasági szempontból az emberi erőforrás helyett a fizikai tőkeformákra helyezte a hangsúlyt, e kérdéskörben gyakran ütköztette véleményét Heller Farkassal és Balás Károly Antallal. A neoklasszikusok tökéletespiac-elméletét elvetve a kiegyensúlyozatlan verseny, s az ebből fakadó monopóliumképződés, áralakulás és konjunktúraingadozás általa szükségszerűnek ítélt belső mechanizmusát vázolta fel.
Három évtizedes budapesti tanszékvezetői pályája során olyan, később világszerte neves közgazdásszá váló tanítványai voltak, mint például Balogh Tamás és Káldor Miklós.
Könyvei mellett rendszeresen jelentek meg publikációi folyóiratokban (pl. Közgazdasági Szemle, Magyar Ipar) és napilapokban is, emellett lefordította és 1908-ban kiadta Arnold Toynbee Anglia gazdasági forradalma a XVIII. században című művét.

### Társasági tagságai és elismerései
1927-ben a Magyar Tudományos Akadémia levelező, 1939-ben rendes tagja lett, 1945–1946-ban pedig igazgatósági tag is volt. 1949-ben tanácskozó taggá minősítették, s rendes tagságát csak halála után, 1989-ben adták vissza. Tiszteletbeli tagja volt az Osztrák–Magyar Kereskedelmi Kamarának, valamint tagja a Magyar Gazdaságkutató Intézet elnöki tanácsának.
1942-ben az MTA Weiss Fülöp-jutalmát nyerte el.

### Főbb művei

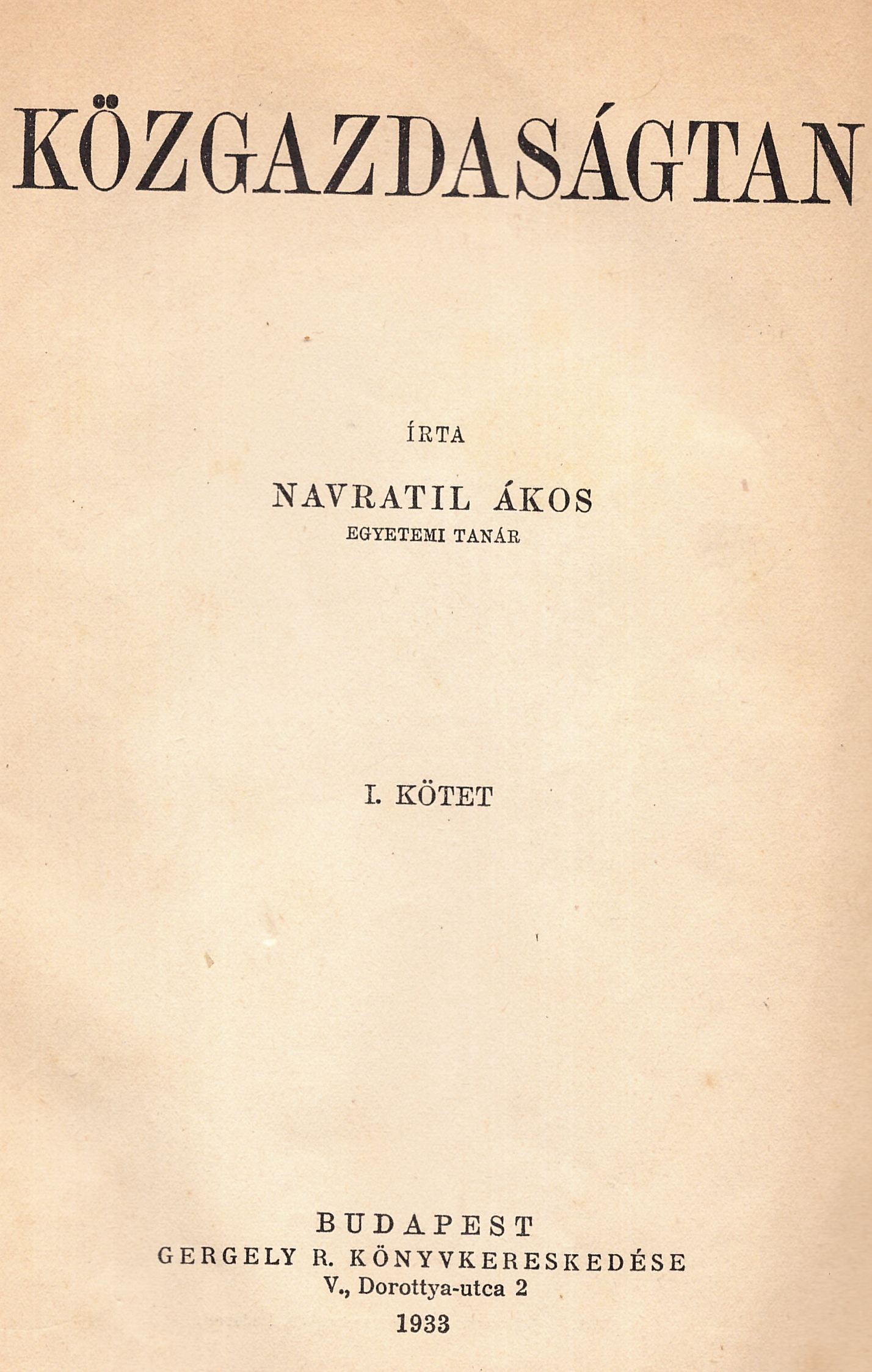
Közgazdaságtan (1933)

- Smith Ádám rendszere és ennek bölcseleti alapja. Budapest. 1898.
- Az értékről. Budapest. 1898.
- A gazdasági élet elemi jelenségei. Budapest. 1901.
- Tanulmányok a balesetbiztosítás köréből. Budapest. 1903.
- Ráth Zoltán és a magyar gazdaságtani tudomány. Kassa. 1904.
- Gazdaságtani és pénzügytani jegyzetek. Budapest. 1906.
- A gazdasági élet és a jogi rend. Budapest. 1905.
Németül: Wirtschaft und Recht. Budapest. 1906.
- A társadalmi gazdaságtan és a közháztartástan vázlata. Budapest. 1908.
- A járadék fogalma. Kolozsvár. 1914.
- A háború gazdasági okai és következményei. Kolozsvár. 1916.
- Valutáink helyreállítása. Budapest. 1918.
- Gazdaság és technika. Budapest. 1919.
- Régi igazságok és új elméletek a közgazdaságtanban. Budapest. 1928. REAL-EOD
- Rentenprinzip und Grundrente: Zum Streit über die Singularität der Grundrente. 1933.
- Közgazdaságtan I–II. Budapest. 1933–1939.
- A föld jövedelmezősége. Budapest. 1935. REAL-EOD
- Aranypénz és munkapénz. Budapest. 1941.
- A neo-szocializmus konjunktúrapolitikája. Budapest. 1942. REAL-EOD
- Irányító szempontok a közgazdaságtanban. Budapest. 1942.
- A nemzeti vagyon sorsa a háborúban Budapest. 1945. REAL-EOD
- Navratil Ákos művei. Szerk. Fertő Imre. Budapest. 1989.
- Forrás: Magyar Közgazdaságtörténeti Archívum. Tallózás szerzők neve szerint. Budapesti Corvinus Egyetem Navratil Ákos.[15]
- Smith Ádám rendszere és ennek bölcseleti alapjai. Eggenberger, Budapest. 1898.[16]
- Irányító szempontok a közgazdaságtanban: Navratil Ákos 1942 május 13-án tartott rektori ünnepi beszéde. Királyi Magyar Egyetemi Nyomda, Budapest. 1942.[17]
- Közgazdaságtan: I. kötet. Gergely R., Budapest. 2. kiad. 1936.[18]
- Közgazdaságtan: II. kötet. Gergely R., Budapest. 1939.[19]

## Érdekességek
- 1929-ben autójával súlyos vadbalesetet szenvedett a mai Remeteszőlős község területén (akkor még Nagykovácsihoz tartozó útszakaszon), és a szerencsés megmeneküléséért hálából keresztet állíttatott a baleset helye közelében az országút mellé.
- Az ELTE Navratil Ákos Szakkollégium névadója

## További irodalom
- Heller Farkas:  Navratil Ákos közgazdasági rendszere.  Közgazdasági Szemle,   (1935)
- Kornis Gyula: Tudós fejek. Budapest: Franklin. 1942.
- Magyar közgazdászok a két világháború között. Szerk. Mátyás Antal. Budapest: Akadémiai. 1942.
- Kozák Péter:  Navratil Ákos. nevpont.hu (2013)
- Botos Katalin: A „két szomszéd vár” – Heller és Navratil. In  XX. századi híres magyar közgazdászok XXI. században is érvényes gondolatai. Szerk. Katona Klára, Schlett András. Budapest: Pázmány Press. 2019.   13–34. o.